# 哈尔·哈伊克·普里斯特
哈尔·哈伊克·“哈利”·普里斯特（英語：Hal Haig "Harry" Prieste；1896年11月23日—2001年4月19日）是美国跳水运动员，曾参加1920年安德卫普奥运会。

## 生平
普里斯特生于弗雷斯诺，父母是是亚美尼亚移民。他们原姓凱恩西恩（Keshishian）。“哈伊克”是其先祖的名字。普里斯特最初以“哈利”作为他的美国名字，但后来改为“哈尔”。
普里斯特于1920年代表美国获得一枚跳台跳水铜牌。他亦参加了低难度跳台跳水比赛，但第一轮即遭淘汰。
普里斯特以其在安德卫普奥运会盗窃五环旗（“安德卫普旗”）原件而出名。赛后，旗帜仍然下落不明。1997年，有记者在美国奥委会某次宴会上向他提到，国际奥委会仍未能查明安德卫普旗原件的下落。“我可以帮你，”普里斯特平静地说，“它就在我行李箱里。”。奥运会后期，受队友杜克·卡哈纳莫库鼓动，普里斯特爬上旗杆，窃得安德卫普旗。77年来，该旗一直置于行李箱的底部。在悉尼奥运会的一场特殊仪式上，他以103岁的高龄将安德卫普旗归还国际奥委会 。在交接仪式上，国际奥委会主席萨马兰奇赠予他一枚装在盒子里的奥运纪念奖牌，耳背的普里斯特回应道：“这是什么？舒洁纸巾？”安德卫普旗现收藏于洛桑奥林匹克博物馆，且附有牌匾以示感谢。
普里斯特去世时104岁，是为最年长的原奥林匹克运动会奖牌得主暨首位已知寿命跨越三个世纪（1896年-2001年）的奥运选手。